# Nossa Senhora da Conceição (Schiff, 1771)
Die Nossa Senhora da Conceição (deutsch Unsere liebe Frau von der unbefleckten Empfängnis) war ein 90-Kanonen-Linienschiff der portugiesischen und später brasilianischen Marine, das von 1771 bis 1822 in Dienst stand.

## Geschichte

### Bau
Die spätere Nossa Senhora da Conceição wurde von Schiffbaumeister Manuel Vicente Nunes entworfen und im Marinearsenal von Lissabon gebaut, wo sie am 13. August 1771 vom Stapel lief.

### Einsatzgeschichte
Im Jahr 1793 war sie das Flaggschiff des Geschwaders, das die portugiesische Marine zur Unterstützung der britischen Kanalflotte entsandte. Im folgenden Jahr wurde das Schiff umgebaut (Rebuild) und in Príncipe Real umbenannt, da die portugiesischen Marine ihre Namenspolitik für Schiffe geändert hatte und diese nun nach historischen, mythologischen oder realen Persönlichkeiten benannte, anstatt wie bis dahin üblich nach Heiligen.
Mitte September 1798 gehörte die Príncipe Real zu einem portugiesischen Geschwader (vier Linienschiffe und eine Brigg), unter dem Kommando von Domingos Xavier de Lima, dass die britischen Marinestreitkräfte im Mittelmeer, welche unter dem Kommando von Konteradmiral Horatio Nelson standen, unterstützen sollte. Nach einem kurzen Aufenthalt vor dem von den Briten belagerten Malta fuhr das Geschwader weiter nach Alexandria. Dort schickte Nelson das Geschwader zurück, um Malta zu blockieren. Anschließend blieb die Príncipe Real bis 1800 als Geschwaderflaggschiff im Mittelmeer.
Im Jahr 1807 fungierte die Príncipe Real als Flaggschiff des Geschwaders das den portugiesischen Hof nach Brasilien transportierte. Zur Zeit der Unabhängigkeit Brasiliens im Jahr 1822 lag die Príncipe Real im Hafen von Rio de Janeiro vor Anker. Anschließend wurde sie in die neue brasilianische Marine integriert und gehörte zu ihrem ersten Kern an Schiffen. Da sie jedoch nicht mehr seetüchtig war, wurde sie zu einem Depotschiff (Hulk) umgebaut und 1830 abgebrochen.

## Technische Beschreibung
Die Nossa Senhora da Conceição war als Batterieschiff mit drei durchgehenden Geschützdecks konzipiert. Sie war ein Rahsegler mit drei Masten (Fockmast, Großmast und Kreuzmast). Der Rumpf schloss im Heckbereich mit einem Heckspiegel, in den Galerien integriert waren, die in die seitlich angebrachten Seitengalerien mündeten.
Die Besatzung hatte eine Stärke von 850 Mann. Die Bewaffnung bestand bei Indienststellung aus 90 Kanonen, die sich aber im Laufe ihrer Dienstzeit veränderte.
|        | Unteres Batteriedeck | Mittleres Batteriedeck | Oberes Batteriedeck | Backdeck       | Achterdeck     | Kanonen     |
| ------ | -------------------- | ---------------------- | ------------------- | -------------- | -------------- | ----------- |
| Design | 34 × 32-Pfünder      | 34 × 24-Pfünder        | 12 × 18-Pfünder     | 10 × 8-Pfünder | 10 × 8-Pfünder | 90 Kanonen  |
| 1794   | 34 × 32-Pfünder      | 34 × 24-Pfünder        | 20 × 12-Pfünder     | 10 × 8-Pfünder | 10 × 8-Pfünder | 94 Kanonen  |
| 1798   | 34 × 32-Pfünder      | 34 × 24-Pfünder        | 28 × 12-Pfünder     | 14 × 8-Pfünder | 14 × 8-Pfünder | 110 Kanonen |
| 1807   | 34 × 32-Pfünder      | 34 × 24-Pfünder        | 6 × 24-Pfünder      | 4 × 12-Pfünder | 4 × 12-Pfünder | 86 Kanonen  |